# Simone
Simone  è un nome proprio di persona italiano maschile; in varie altre lingue, come il francese, è invece usato al femminile. 

## Varianti
- Maschili: Simeone[1][3][4], Simeo[4]
  - Alterati: Simoncello[1], Simonello[4], Simoncetto[1], Simonetto[4], Simoncino[1][3], Simonino[4]
  - Ipocoristici: Simo, Mone[1], Mona[1], Cino[1], Cello[1], Cetto[1]
- Femminili: Simona[1][3][4]

### Varianti in altre lingue
- Basco: Ximun[2]
- Bulgaro: Симеон (Simeon)[2]
- Catalano: Simó
- Ceco: Šimon[2]
- Croato: Šimun[2]
- Danese: Simon[2]
- Ebraico: שִׁמְעוֹן (Shimon, Shim'on, Shimeon)[2][6]
- Finlandese: Simo[2]
- Francese: Simon[2]
- Frisone: Siemen[2]
- Galiziano: Simón
- Georgiano: სიმონ (Simon)[2], სიმონი (Simoni)[2]
- Greco biblico: Σίμων (Simon)[2][6], Σῠμεών (Symeon)[2][3][6]
- Guascone: Semen
- Inglese: Simon[2][6]
- Irlandese: Síomón
- Latino: Simon[1][2], Symeon[3], Simeon[1]
- Lituano: Simonas[2]
- Macedone: Симон (Simon)[2]
- Norvegese: Simon[2], Simen[2]
- Olandese: Siemen[2], Simon[2]
- Polacco: Szymon[2]
- Portoghese: Simão[2]
- Rumeno: Simon[2]
- Russo: Семён (Semën)[2]
- Serbo: Симеон (Simeon)[2], Симо (Simo)[2]
- Slovacco: Šimon[2]
- Sloveno: Simon[2]
- Spagnolo: Simón[2]
- Spagnolo medievale: Ximeno[2]
- Svedese: Simon[2]
- Tedesco: Simon[2]
- Ucraino: Семен (Semen)[2], Симон (Symon)[2]
- Ungherese: Simon[2]

### Ipocoristici e forme alterate
- Croato: Šime,[2] Šimo[2]
- Macedone: Симе (Sime)[2]
- Polacco: Szymonka
- Olandese: Siem[2]
- Russo: Сёмка (Sëmka)[7], Сёмочка (Sëmočka)[7], Сенечка (Senečka)[7], Сенька (Sen'ka)[8], Сеня (Senja)[8]
- Yiddish: שִׁימְעֶל (Shimmel)[2]

## Origine e diffusione

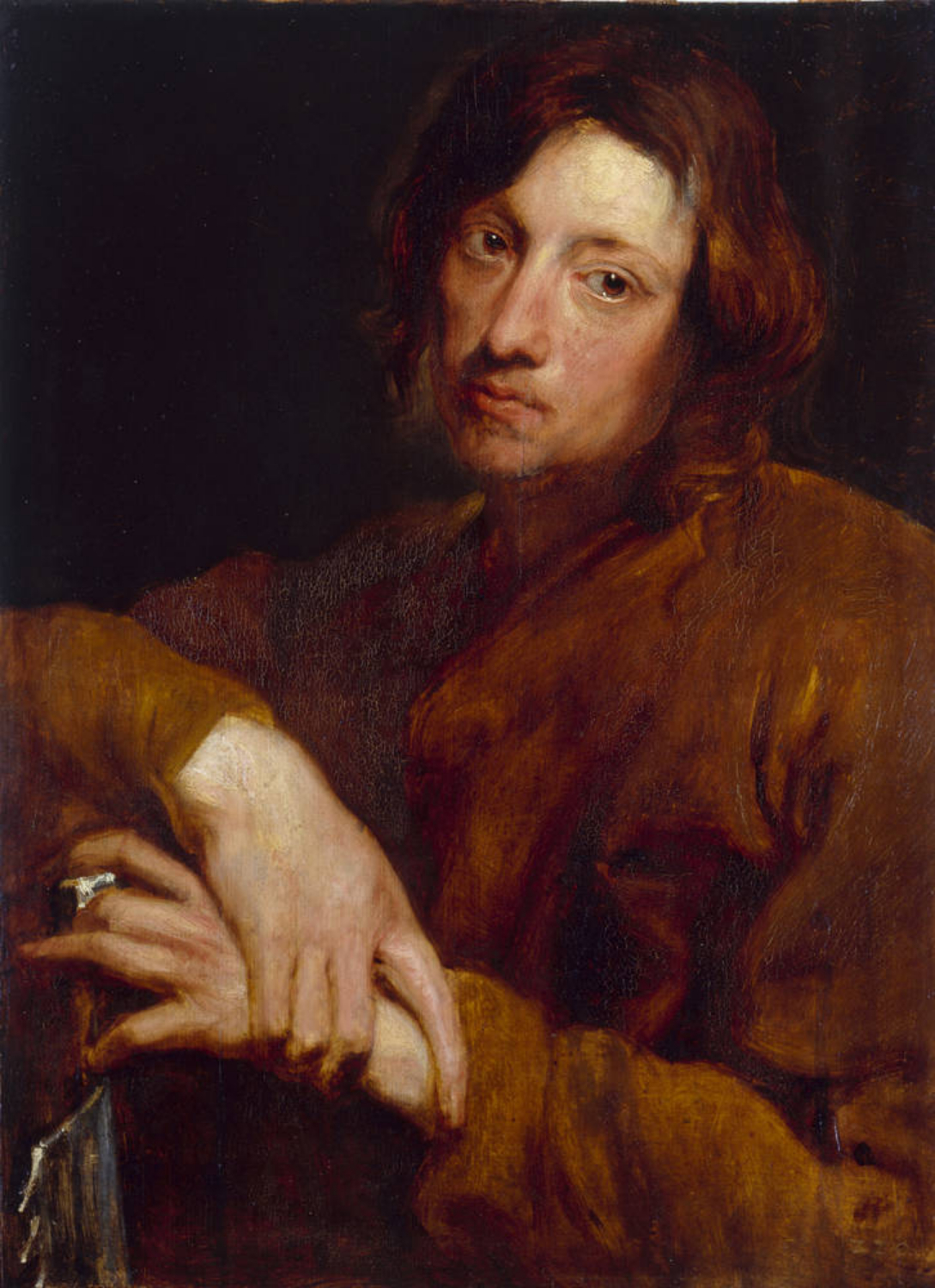
Anthony van Dyck, San Simone Zelota, 1618, olio su tela (Staatliche Kunstsammlungen Dresden.

Deriva dal nome ebraico שִׁמְעוֹן (Shim'on), basato su שָׁמַע (shamá', "ascoltare"), portato da numerosi personaggi della Bibbia, che vuol dire "che ascolta" o "Egli ha ascoltato"; questo significato è testimoniato anche in Genesi 29,33, dove Lia, moglie di Giacobbe, ringrazia il Signore di averle fatto concepire Simeone dicendo "L'Eterno ha udito che io non ero amata, e perciò mi ha dato anche questo figlio"; alternativamente potrebbe significare anche "piccola iena". In greco, il nome venne adattato come Σῠμεών (Symeon), da cui il latino Symeon e l'italiano Simeone. Nel Nuovo Testamento, però, al suo posto venne adoperato un soprannome nativo greco, Σίμων (Simon), derivato dal termine σῖμος  (simos, "dal naso camuso"), da cui l'odierno "Simone". Questo secondo nome è attestato nel II secolo con Pseudo-Igino nelle Fabulae, dove è portato da uno dei giovani pirati trasformati in delfini da Dioniso, e ancora prima nell'orazione di Lisia Contro Simone del IV secolo a.C.
Oltre che dal figlio di Giacobbe, nell'Antico Testamento il nome è portato anche da Simone Maccabeo, re di Giudea della dinastia degli Asmonei. Tra i personaggi neotestamentari si ricordano invece Simeone, il sacerdote che benedisse Gesù bambino al Tempio di Gerusalemme, Simone di Cirene, che aiutò Gesù a portare la croce sul Calvario, e gli apostoli Simone il Cananeo e Simon Pietro; grazie a quest'ultimo, il nome si è diffuso senza ostacoli negli ambienti cristiani. Sostenuto anche dal culto di vari santi, si è poi rafforzato anche grazie al suono piacevole e alla moda moderna di imporre nomi biblici.
Simone è, secondo l'ISTAT, l'ottavo nome maschile più utilizzato per i nuovi nati nel 2004 in Italia e il settimo nel 2006.

## Onomastico
L'onomastico viene generalmente festeggiato il 28 ottobre in memoria di san Simone il Cananeo, detto "Zelota", apostolo e martire in Persia. Con questo nome si ricordano anche:
- 2 febbraio, beato Simone Fidati da Cascia, religioso agostiniano[14]
- 3 febbraio, san Simeone il Vecchio, citato nel Vangelo di Luca[15]
- 13 febbraio, san Simeone Stefano Nemanja, re di Serbia[15]
- 7 marzo, san Simeone Berneux, missionario e martire a Sai-Nam-Tho (Corea del Sud)[15]
- 12 marzo, san Simeone il nuovo teologo, abate e mistico bizantino[15]
- 17 aprile, san Simeone bar Ṣabbā'e, uno dei martiri persiani[15]
- 20 aprile, beato Simone da Todi, sacerdote agostiniano[14]
- 27 aprile, san Simeone I, figlio di Cleofa e parente di Gesù, vescovo di Gerusalemme e martire sotto Traiano[15]
- 16 maggio, beato Simone Stock, priore generale dell'Ordine Carmelitano[14]
- 24 maggio, san Simeone Stilita il Giovane, asceta[15]
- 1º giugno, san Simeone di Siracusa, eremita a Betlemme e sul Monte Sinai e poi monaco a Treviri, monaco[15]
- 9 luglio, san Simone Qin Cunfu, catechista e martire a Taiyuan[14]
- 16 luglio, beato Simone da Costa, religioso gesuita, martire nelle Canarie[14]
- 18 luglio, san Simone da Lipnica, frate minore polacco[14]
- 19 luglio, san Simone Qin Chunfu, martire insieme alla madre Elisabetta Qin Bianzhi a Liucun (presso Renqin, nello Hebei)[14]
- 21 luglio, san Simeone di Edessa, detto "Salos" ("il Folle"), eremita presso Homs[15]
- 26 luglio, san Simeone, monaco ed eremita a San Benedetto in Polirone
- 27 luglio, san Simeone Stilita il Vecchio, asceta[15]
- 16 agosto, beato Simone Bokusai Kyota, martire con altri compagni a Kokura[14]
- 22 agosto, beato Symeon Lukac, vescovo e martire a Starunya (Ucraina)[15]
- 28 settembre, san Simón de Rojas, sacerdote trinitariano[14]
- 30 settembre, san Simone di Crépy, conte di Amiens e poi eremita benedettino sul massiccio del Giura[14]
- 3 novembre, beato Simone Balacchi, domenicano
- 16 novembre, beato Simeone, abate di Cava[15]
- 19 novembre, san Simone, abate in Calabria[14]
- 4 dicembre, beato Simone Yempo, religioso e martire a Edo[14]
- 12 dicembre, san Simone Phan Ðàc Hòa, medico e martire ad An Hòa (Vietnam) sotto Minh Mạng[14]

Un san Simonino di Trento era inoltre venerato come martire il 24 marzo, prima che la Chiesa cattolica ne abolisse il culto nel 1965. Infine, vi è chi festeggia l'onomastico il 29 giugno in onore di san Pietro apostolo, il quale si chiamava in realtà Simone e ricevette il soprannome di Pietro da parte di Gesù.

## Persone

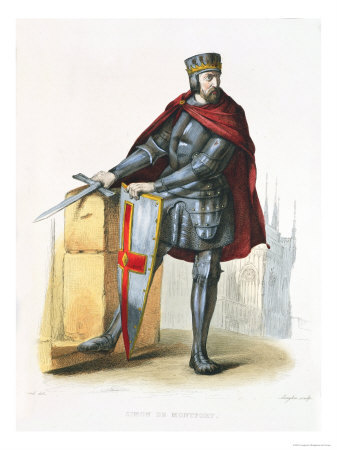
Simone IV di Montfort

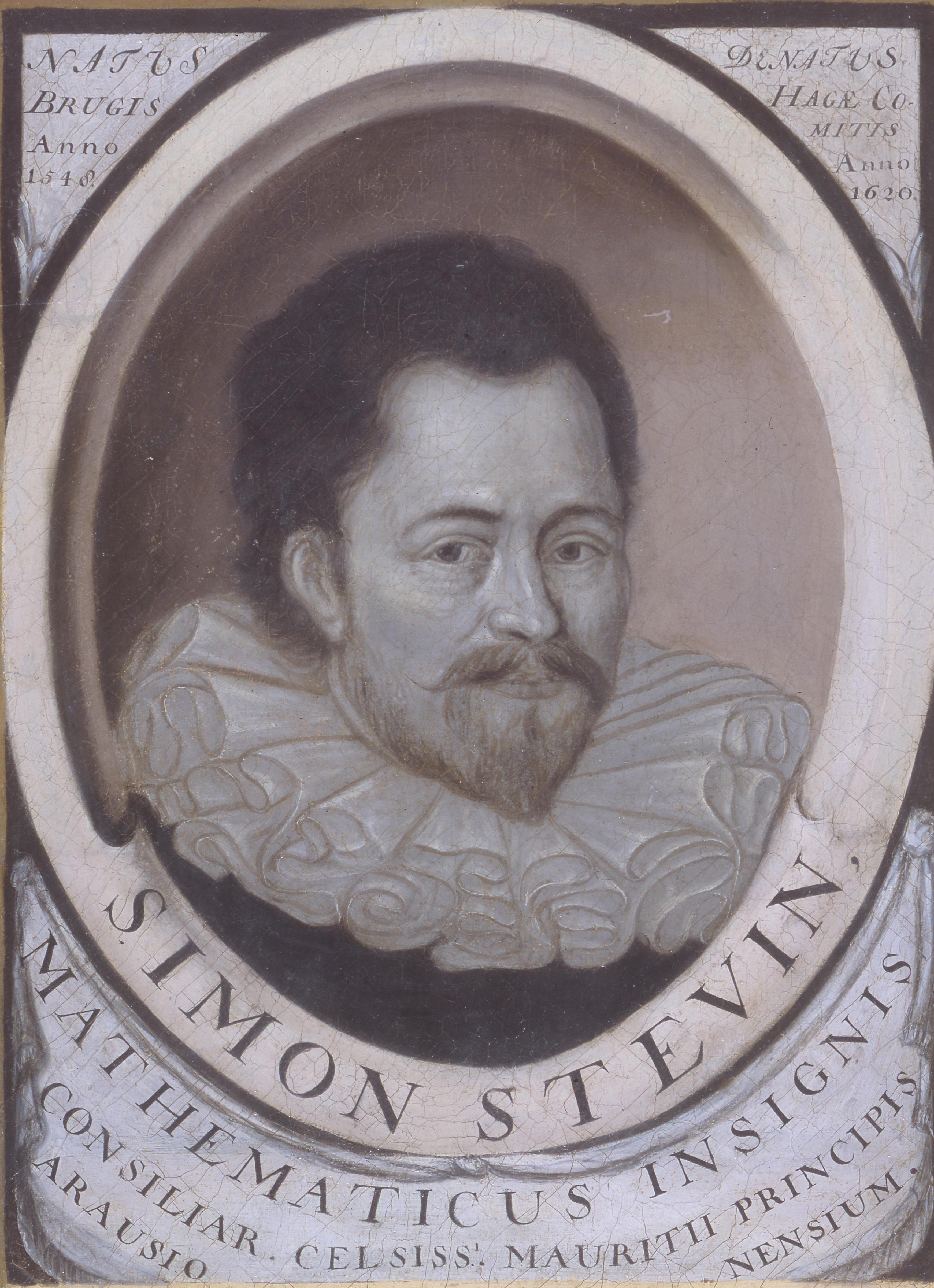
Simone Stevino

- Simone di Cirene, personaggio biblico che aiutò Gesù a portare la croce
- Simone IV di Montfort, signore di Montfort-l'Amaury, conte di Leicester, conte di Tolosa, duca di Narbona, visconte di Béziers e visconte di Carcassonne, comandante della crociata albigese
- Simone Barabino, pittore italiano
- Simone Boccanegra, primo doge di Genova
- Simone Cantoni, architetto svizzero
- Simone Collio, atleta italiano
- Simone Cristicchi, cantautore italiano
- Simone dei Crocifissi, pittore italiano
- Simone del Pollaiolo, detto "il Cronaca", architetto, scultore e disegnatore italiano
- Simone Grotzkyj, pilota motociclistico italiano
- Simone Inzaghi, calciatore e allenatore di calcio italiano
- Simone Martini, pittore e miniatore italiano
- Simone Padoin, calciatore italiano
- Simone Perrotta, calciatore italiano
- Simone Peterzano, pittore italiano
- Simone Pietro Simoni, filosofo e medico italiano
- Simone Schettino, comico, cabarettista e regista italiano
- Simone Stevino, ingegnere, fisico e matematico fiammingo
- Simone Stratico, matematico, fisico ed esperto di nautica italiano

### Variante Simon

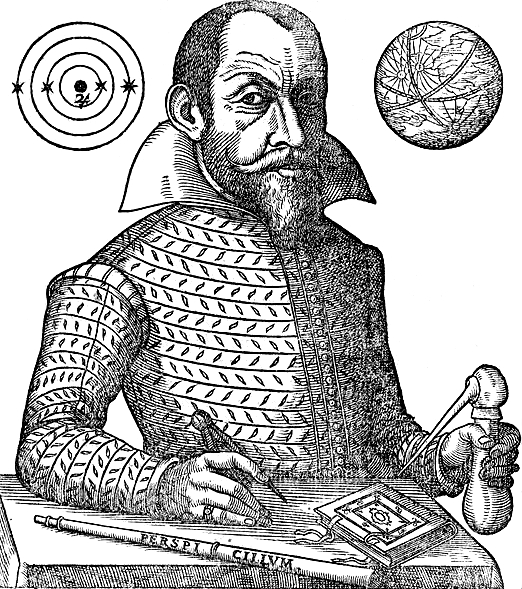
Simon Marius

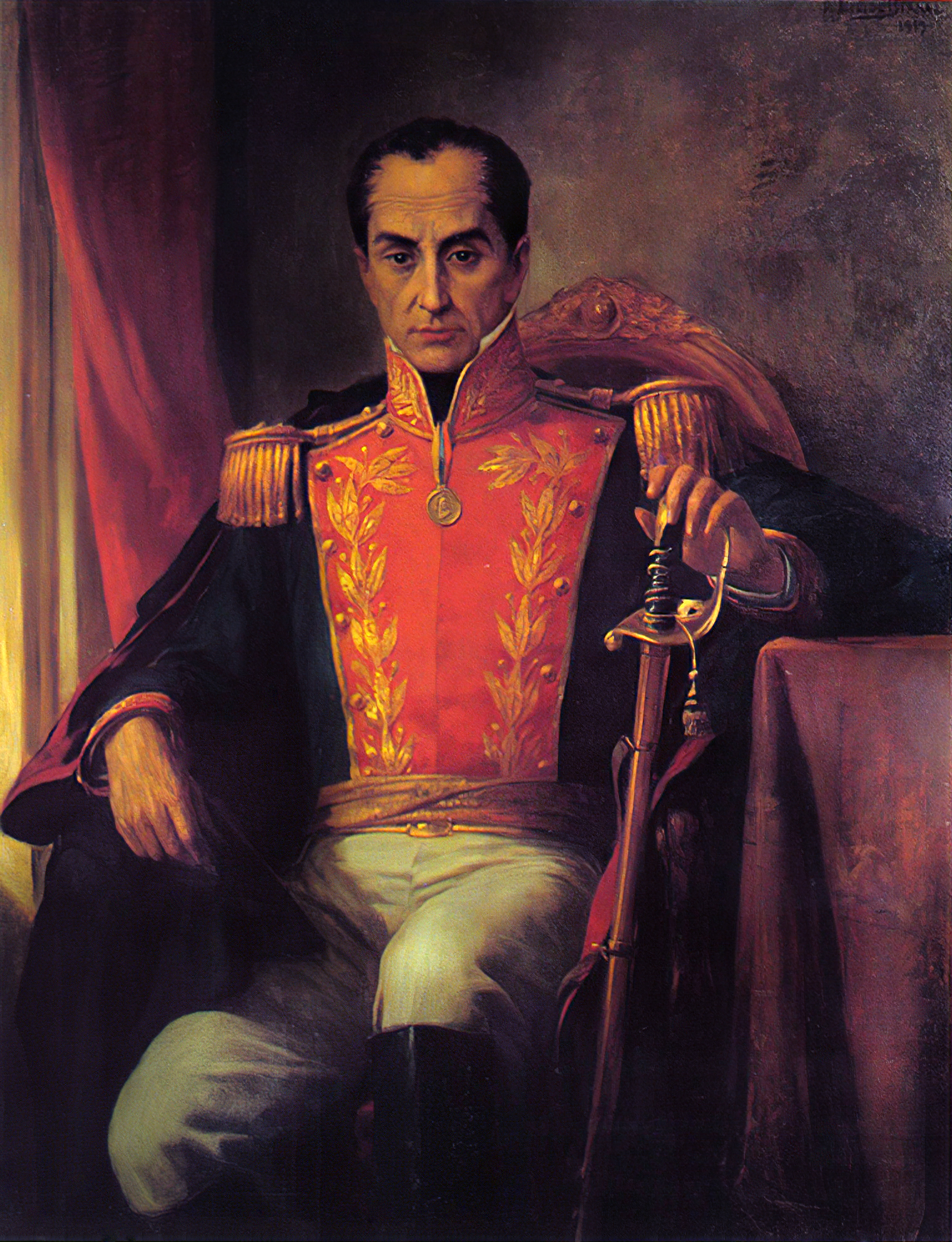
Simón Bolívar

- Simon Ammann, saltatore con gli sci svizzero
- Simon Baker, attore, regista e produttore televisivo australiano
- Simon Bar Kokheba, condottiero, ribelle e rivoluzionario ebreo, pretendente al trono del Regno di Giuda e autoproclamatosi Messia
- Simon da Borsano, arcivescovo e cardinale italiano
- Simon Dach, scrittore e poeta tedesco
- Simon Gerrans, ciclista su strada australiano
- Simon Hollósy, pittore ungherese
- Simon Kostner, hockeista su ghiaccio italiano
- Simon Le Bon, cantante britannico
- Simon Marius, astronomo tedesco
- Johann Simon Mayr, compositore e insegnante di musica tedesco
- Simon Newcomb, matematico e astronomo statunitense
- Simon Pegg, attore, comico e sceneggiatore britannico
- Simon Rattle, direttore d'orchestra britannico
- Simon van der Meer, fisico olandese
- Simon Webbe, cantante britannico
- Simon Wiesenthal, ingegnere, scrittore e antifascista austriaco

### Variante Simón
- Simón Bolívar, generale, patriota e rivoluzionario venezuelano
- Simón de Alcazaba y Sotomayor, esploratore portoghese
- Simón Díaz, cantante e compositore venezuelano
- Simón Radowitzky, anarchico argentino
- Simón Rodríguez, pedagogista, filosofo e insegnante venezuelano

### Variante Semën

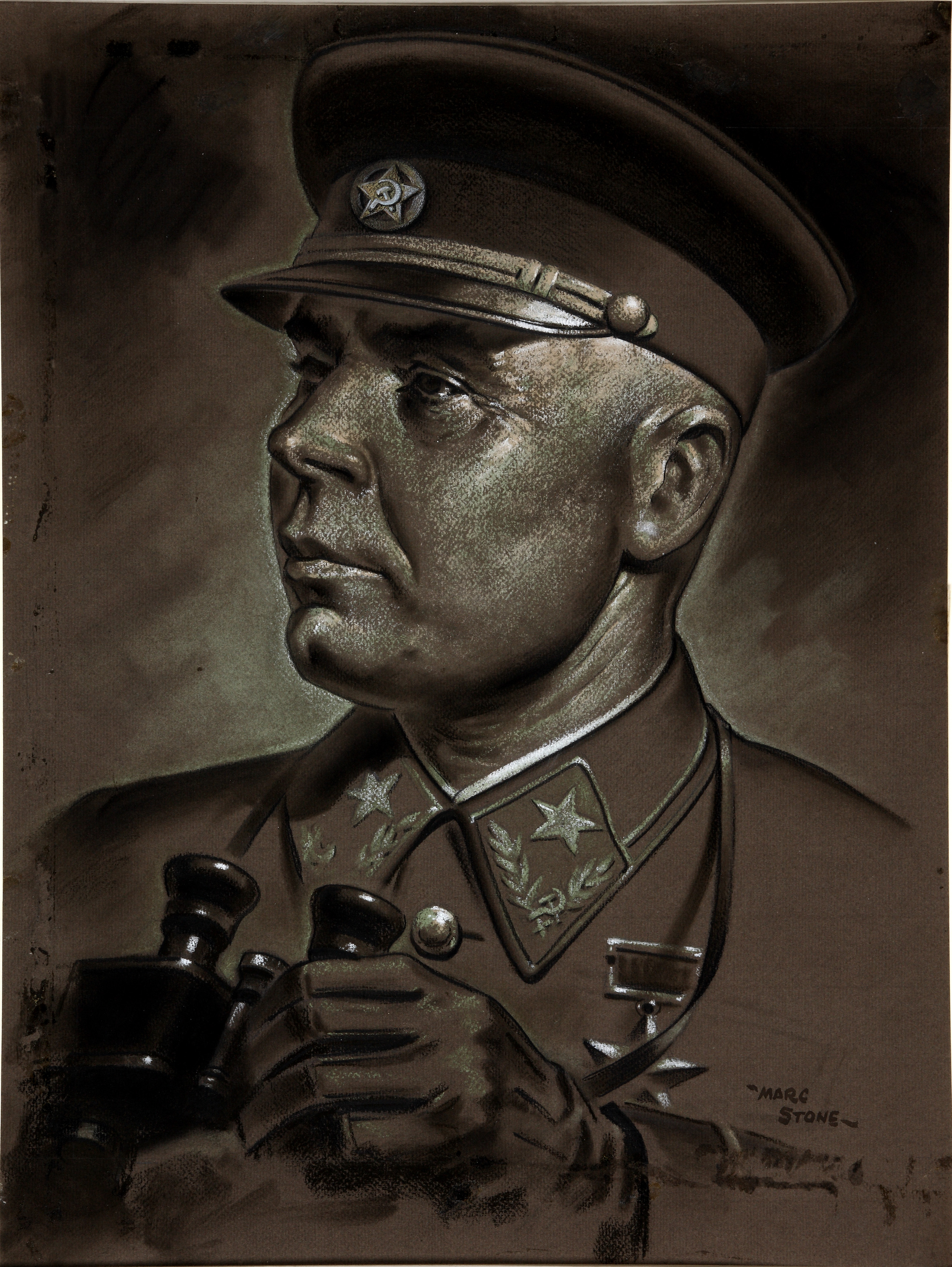
Semën Timošenko

- Semën Zinov'evič Alapin, scacchista russo
- Semën An-skij, scrittore, etnologo e giornalista russo
- Semën Budënnyj, generale e politico sovietico
- Semën Čeljuskin, esploratore e navigatore russo
- Semën Dežnëv, esploratore russo
- Semën Frank, filosofo e psicologo russo
- Semën Kirlian, scienziato, inventore e fotografo russo
- Semën Kirsanov, poeta russo
- Semën Lavočkin, ingegnere aeronautico sovietico
- Semën Timošenko, generale sovietico
- Semën Voroncov, politico e diplomatico russo

### Variante Simeone
- Simeone I il Grande, zar di Bulgaria
- Simeone il nuovo teologo, monaco e mistico bizantino
- Simeone II di Bulgaria, ultimo re e poi primo ministro di Bulgaria
- Simeone di Durham, storico e monaco britannico
- Simeone I di Gerusalemme, vescovo di Gerusalemme
- Simeone di Russia, detto "il Fiero", principe di Mosca e gran principe di Vladimir
- Simeone Metafraste, scrittore e agiografo bizantino
- Simeone Stilita il Vecchio, monaco siriano
- Simeone Stilita il Giovane, monaco siriano
- Simeone Tagliavia d'Aragona, cardinale e arcivescovo cattolico italiano

### Variante Simeon
- Simeon Bekbulatovič, tataro, khan di Qasim e Gran Principe di Mosca
- Simeon Price, golfista statunitense
- Simeon Rice, giocatore di football americano statunitense
- Simeon Shezuri, rabbino ebreo
- Simeon Solomon, pittore britannico
- Simeon ten Holt, compositore olandese
- Simeon Uroš, imperatore dei romeni e dei serbi

### Variante Šimon
- Šimon Brixi, compositore e organista ceco
- Šimon Falta, calciatore ceco
- Šimon Krajčovič, cestista slovacco
- Šimon Puršl, cestista ceco

### Altre varianti

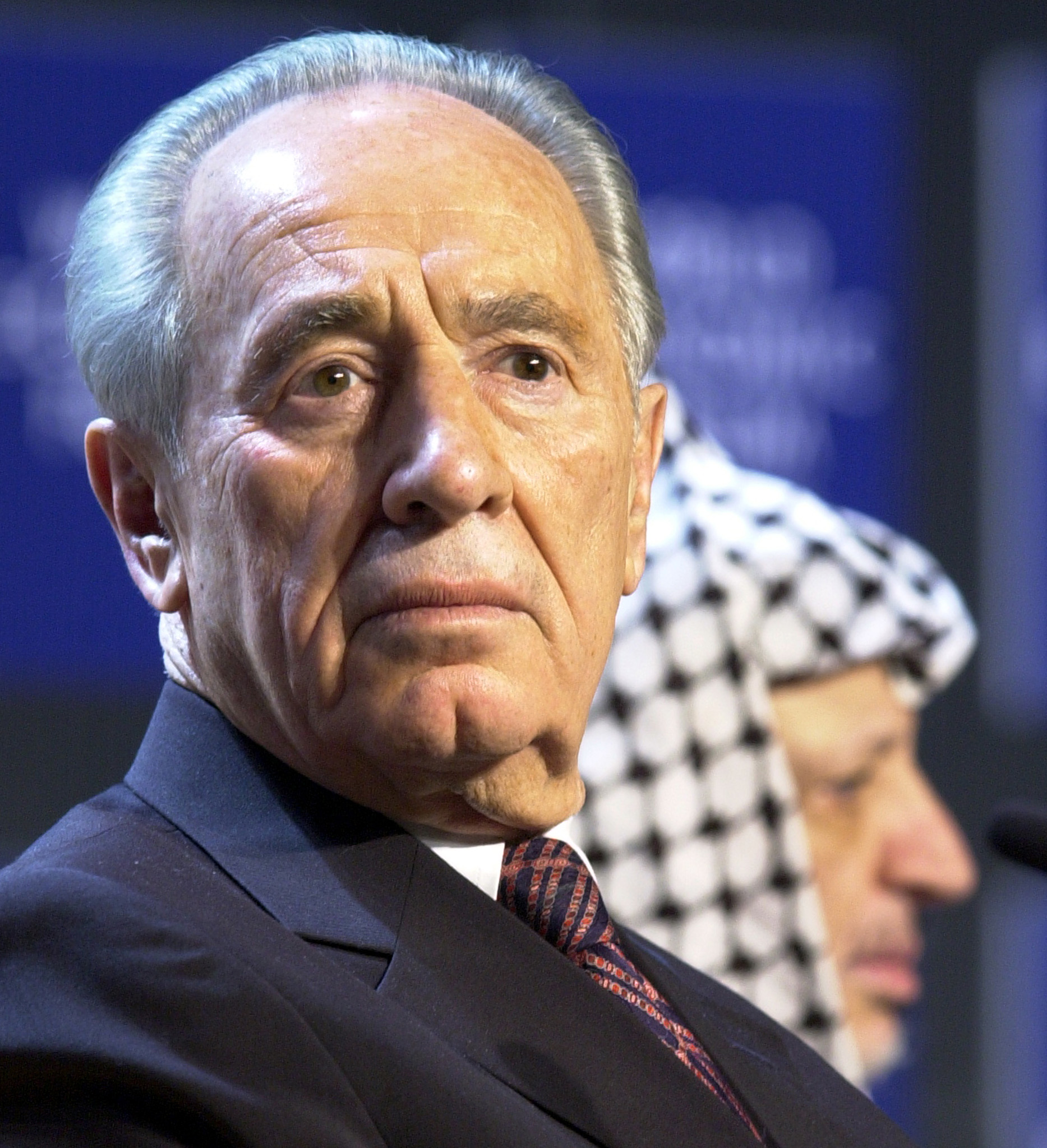
Shimon Peres

- Semen di Guascogna, duca di Guascogna
- Semen II di Guascogna, conte di Bordeaux e duca di Guascogna
- Simen Agdestein, scacchista e calciatore norvegese
- Szymon Askenazy, storico, diplomatico e politico polacco
- Szymon Czechowicz, pittore polacco
- Shimon Peres, politico israeliano
- Simão Rodrigues, gesuita portoghese
- Simão Sabrosa, calciatore portoghese

## Il nome nelle arti
- Maestro Simone è un personaggio ricorrente nel Decameron di Giovanni Boccaccio.
- Simone è un personaggio dell'opera lirica di Giacomo Puccini Gianni Schicchi.
- Simon è un personaggio della commedia di Carlo Goldoni I rusteghi.
- Simone è un personaggio interpretato da Giorgio Panariello.
- Simon Becker è un personaggio della serie televisiva La strada per la felicità.
- Simon Camden è un personaggio della serie televisiva Settimo cielo.
- Simon Charrier è un personaggio del film del 1978 Il vizietto, diretto da Édouard Molinaro.
- Simon de' Paperoni è un personaggio dei fumetti Disney, uno dei componenti del clan scozzese dei de' Paperoni.
- Simon Lovelace è un personaggio dei romanzi della Tetralogia di Bartimeus scritta da Jonathan Stroud.
- Simone Parondi è un personaggio del film del 1960 Rocco e i suoi fratelli, diretto da Luchino Visconti.
- Simon Templar, detto "Il Santo", è un personaggio letterario, ripreso poi dalla televisione e dal cinema, nato dalla penna di Leslie Charteris nel 1928.
- Il ballo di Simone è il titolo di una canzone del 1968 di Giuliano e i Notturni, cover della canzone inglese Simon Says.
- Paggio Simone è il protagonista di una tradizionale filastrocca per bambini.

## Toponimi
- Simon's Town è una cittadina e una base navale sudafricana, che deve il suo nome a Simon van der Stel, uno dei primi governatori della Colonia del Capo.